# Bernhard Luginbühl

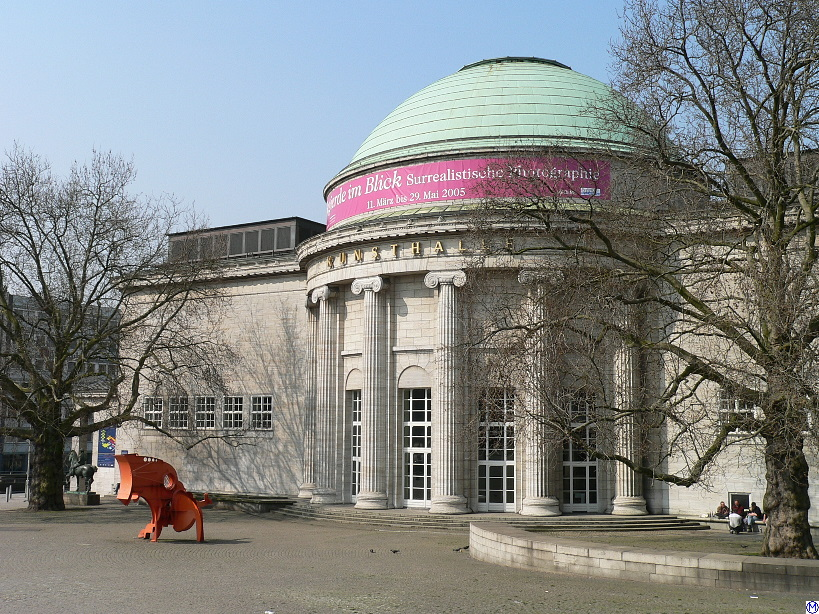
"Kleiner Zyklop" (1967), Hamburger Kunsthalle

Hans Bernhard Luginbühl (Bern, 16 februari 1929 - Langnau im Emmental, 19 februari 2011) was een Zwitserse beeldhouwer.

## Leven en werk
Luginbühl groeide op in Bern. Hij ontving zijn opleiding tot beeldhouwer van 1945 tot 1948 aan de Kunstgewerbeschule Bern en is sindsdien als vrij kunstenaar werkzaam. Van 1949 tot 1951 had hij een atelier in Bern, daarna tot 1965 in Moosseedorf. Luginbühl leeft en werkt sinds 1966 in Mötschwil in het kanton Bern. Het terrein van zijn boerderij is inmiddels uitgegroeid tot een beeldenpark, beheerd door de Luginbühlstiftung, waar de Sammlung Luginbühl wordt getoond.
Met de eveneens Zwitserse kunstenaar Jean Tinguely had hij een langdurige en diepe vriendschap.
Luginbühl werd eind vijftiger jaren bekend door zijn sculpturen/installaties, welke hij door assemblage van materiaal afkomstig van de schroothoop vervaardigde. De sculptuur „Schlanke Aggression“ werd voor het eerst gepresenteerd in 1959 tijdens de eerste Zwitserse tuinbouwtentoonstelling G|59 als onderdeel van de abstracte „Garten des Poeten“ van Ernst F. Cramer, welke tuin internationaal werd geprezen.
Luginbühl werkte in de zestiger jaren veelvuldig samen met andere kunstenaars, zoals in 1962 aan het project Dylaby (Dynamisch Labyrint) met onder anderen Daniel Spoerri, Jean Tinguely en Robert Rauschenberg in het Stedelijk Museum (Amsterdam). Hij was eveneens betrokken bij de bouw (van 1969 tot 1994) door 15 internationale kunstenaars van Le Cyclop de Jean Tinguely in het Franse Milly-la-Forêt. Luginbühl werd uitgenodigd voor documenta III (1964) en 6 (1977) in Kassel.
Met de sculptuur „Tell“ (1966) was Luginbühl namens Zwitserland aanwezig op de Wereldtentoonstelling van 1967 in Montreal. Het Kröller-Müller Museum in Otterlo toonde in hetzelfde jaar de expositie Luginbühl - Tinguely. Ter gelegenheid van het vijftigjarige jubileum van de Kunsthalle Bern in 1968 werd voor de kunsthal zijn „Grossen Zyklopen“ opgesteld. In 1970 presenteerde Luginbühl samen met Maurice Ziegler in het Zwitserse paviljoen van de Wereldtentoonstelling van 1970 in Osaka het project Tiluzi (1967). Andere enorme, vaak bewegende, installaties uit afvalmateriaal zijn onder andere: „Atlas“ (1970), „Skarabäus“ (1978), „Frosch“ (1986/1987) en meer recent „Zwilling“ (2003).

## Beeldenpark
De Bernhard Lugenbühl Stiftung stelt het beeldenpark van de kunstenaar in Mötschwil regelmatig open voor het publiek. Vele werken van Luginbühl worden in het park tentoongesteld.

## Werken in de openbare ruimte (selectie)
Talrijke werken van Luginbühl hebben een plaats gevonden in de openbare ruimte in Zwitserland, Duitsland, Frankrijk en Japan, zoals:
- Juan (1965), Hafenfigur (1979/80) en Froschkönig of Der Eiserne Heinrich (1980) in Skulpturenpark Sammlung Domnick in Nürtingen
- Grosse Giraffe en Silver Ghost (1966) in Zürich
- Punch (1966) in het beeldenpark de Neue Nationalgalerie/Kulturforum Skulpturen in Berlijn
- Sam (1967) in Münster (Skulptur.Projekte)
- Kleiner Zyklop (1967) in Hamburg
- Le Cyclop (1970) in samenwerking met Jean Tinguely, Niki de Saint Phalle, e.a. in Milly-la-Forêt (regio Île-de-France)
- Le Cardinal (1979)[4], Jardins du MAHF in Fribourg
- Hafentorfigur (1981/1982) in Hamburg
- Saurier (1982/1984), Naturkundemuseum in Stuttgart
- Amboss (1991)[5], Seegarten bei Grün80 in Muttenz
- Oldenburgring (1992/1993) in Oldenburg
- Nordhornstengel (1992/1993) in Nordhorn (project Kunstwegen)
- Dickfigur Beteigeuze (1996) in Bazel (Museum Tinguely)
- Juan in Skulpturengarten Museum Abteiberg in Mönchengladbach
- Monumento al contadino (1997) in het beeldenpark Il Giardino di Daniel Spoerri van de Zwitserse beeldhouwer Daniel Spoerri
- Doolittle (1970/2002), Skulpturenpark Kulturforum Würth (Chur) in Chur
- Bauerndenkmal (1997/2002), Skulpturenpark Kulturforum Würth (Chur) in Chur

## Fotogalerij

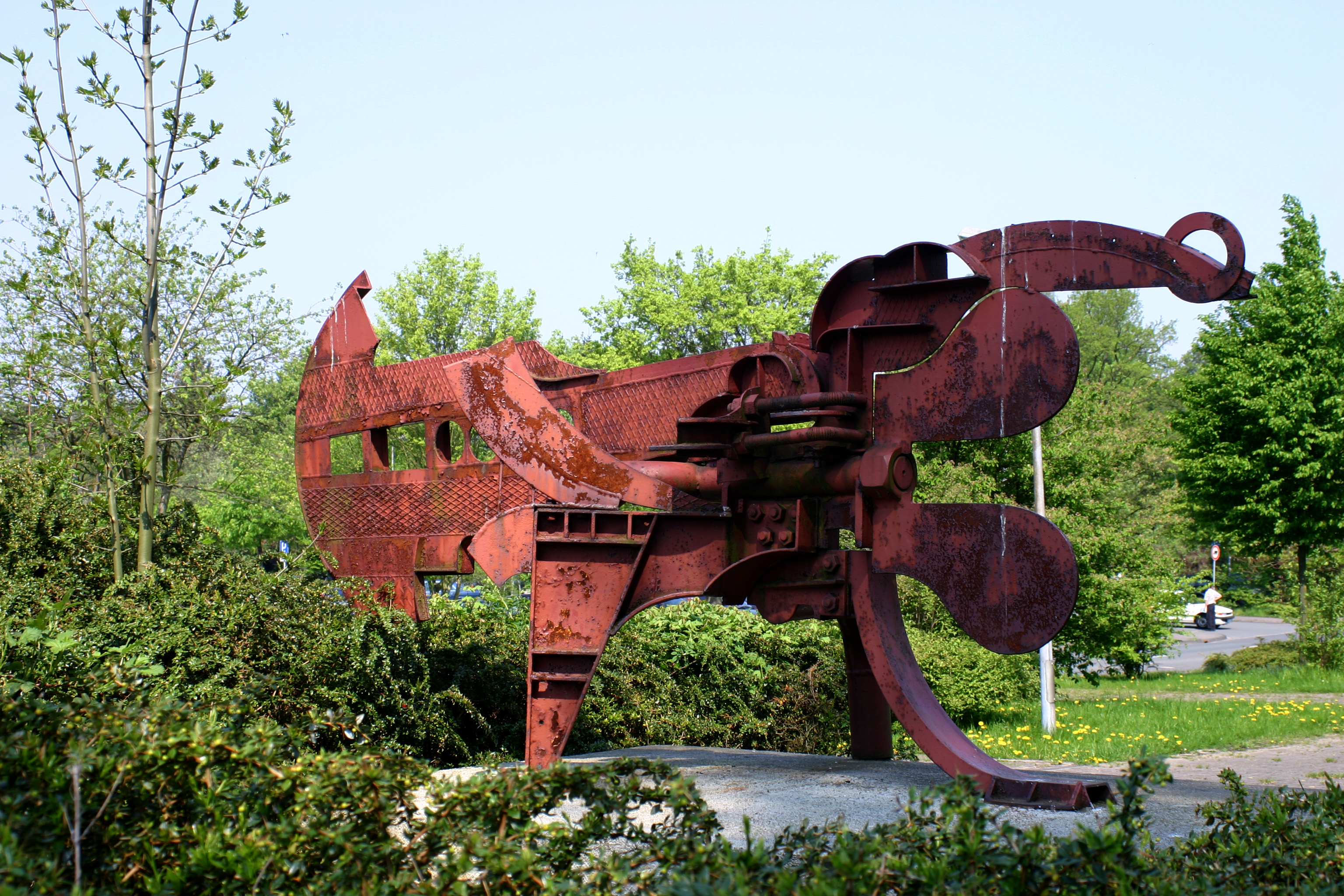
Sam (1967) in Münster
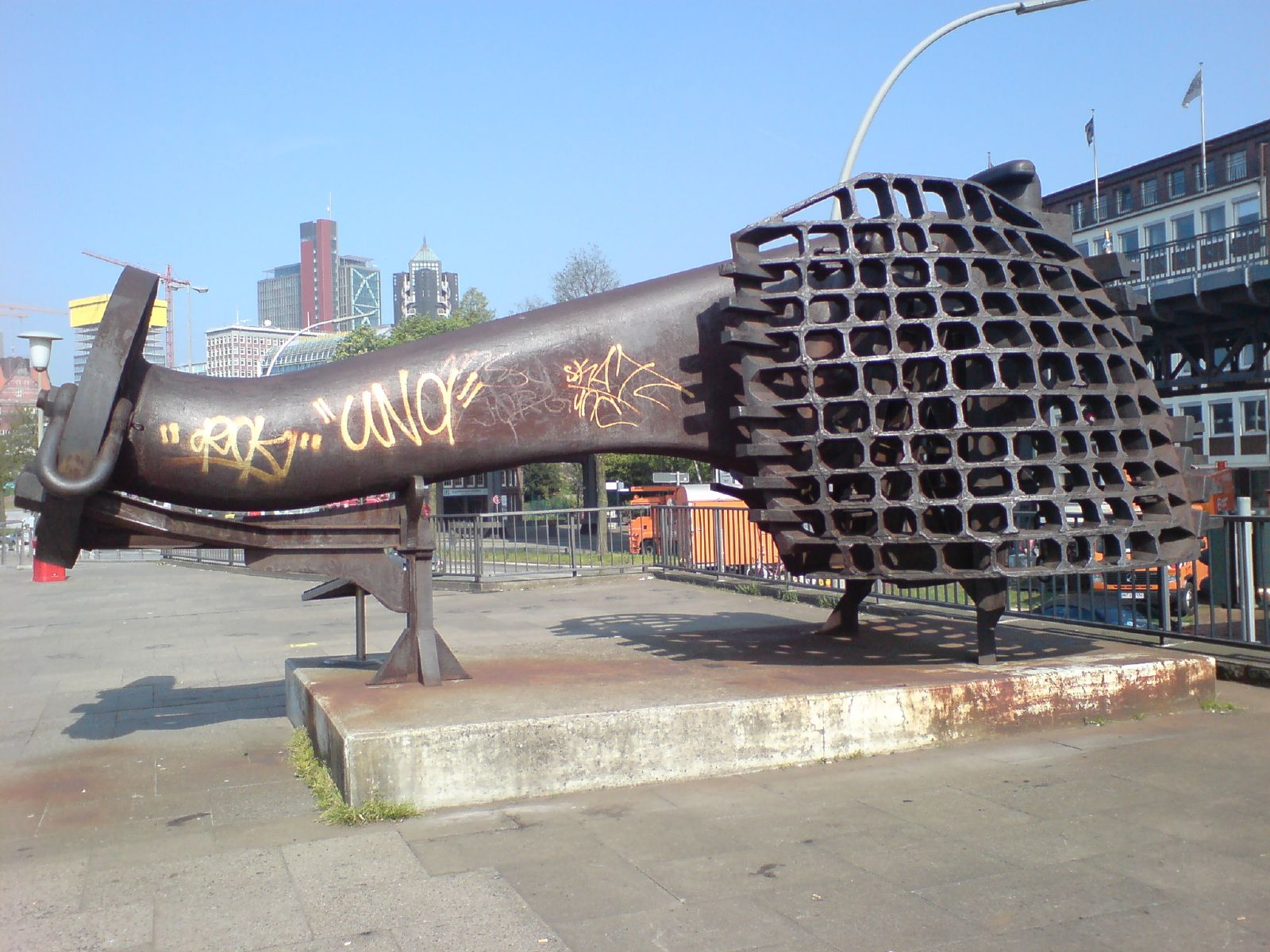
Hafentorfigur (1981/2) in Hamburg
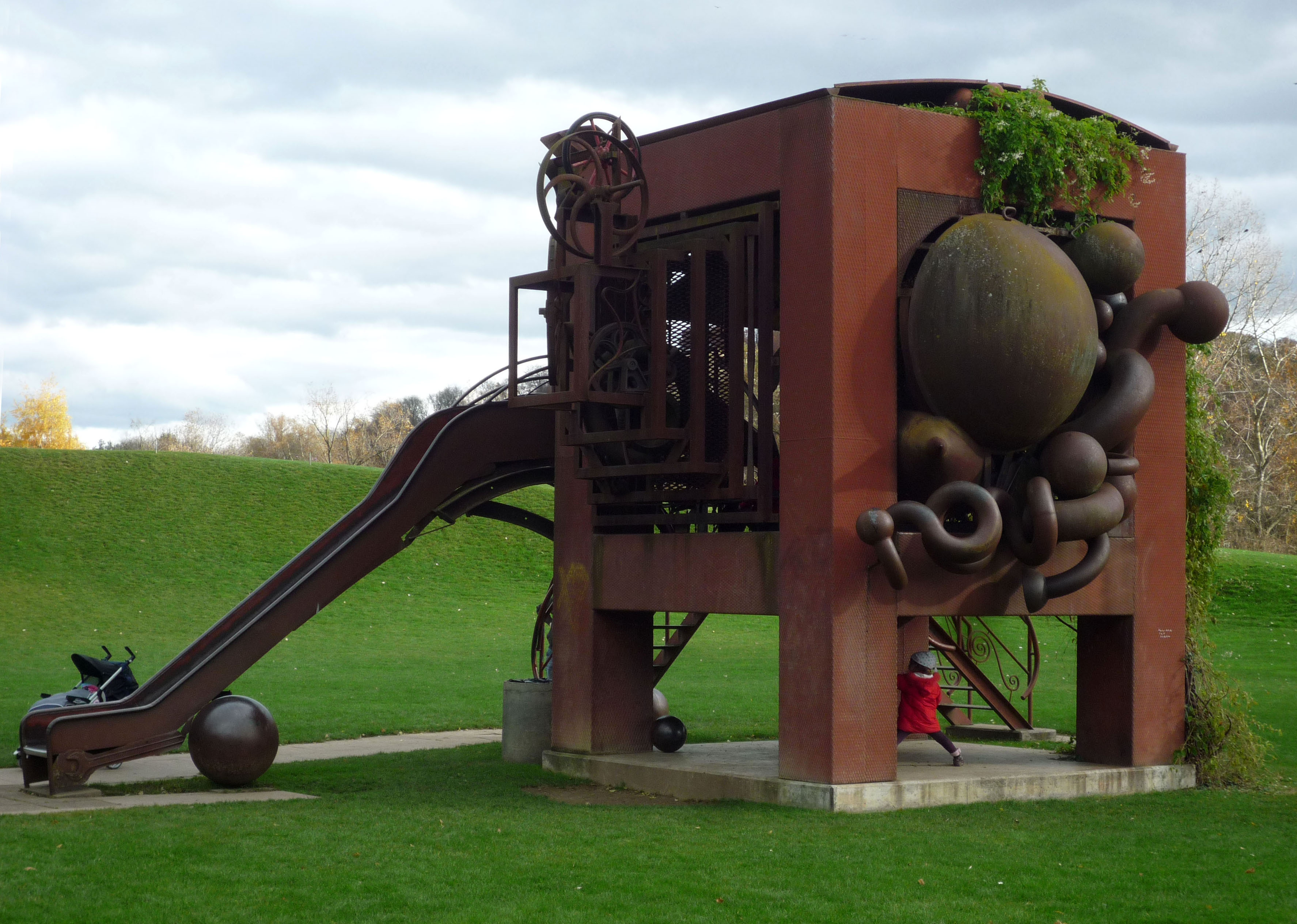
Amboss (1991) in Muttenz
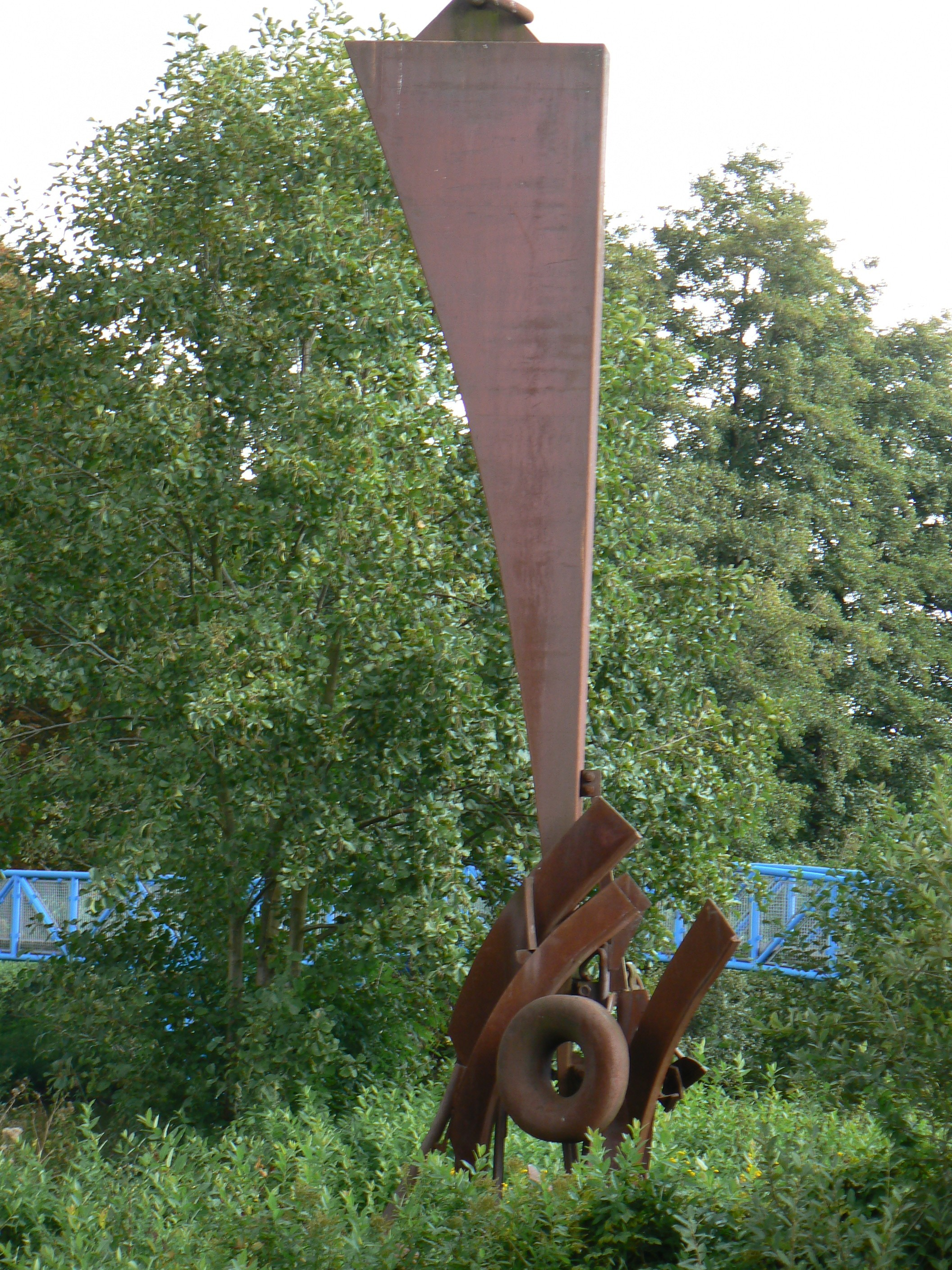
Nordhornstengel (1993) in Nordhorn
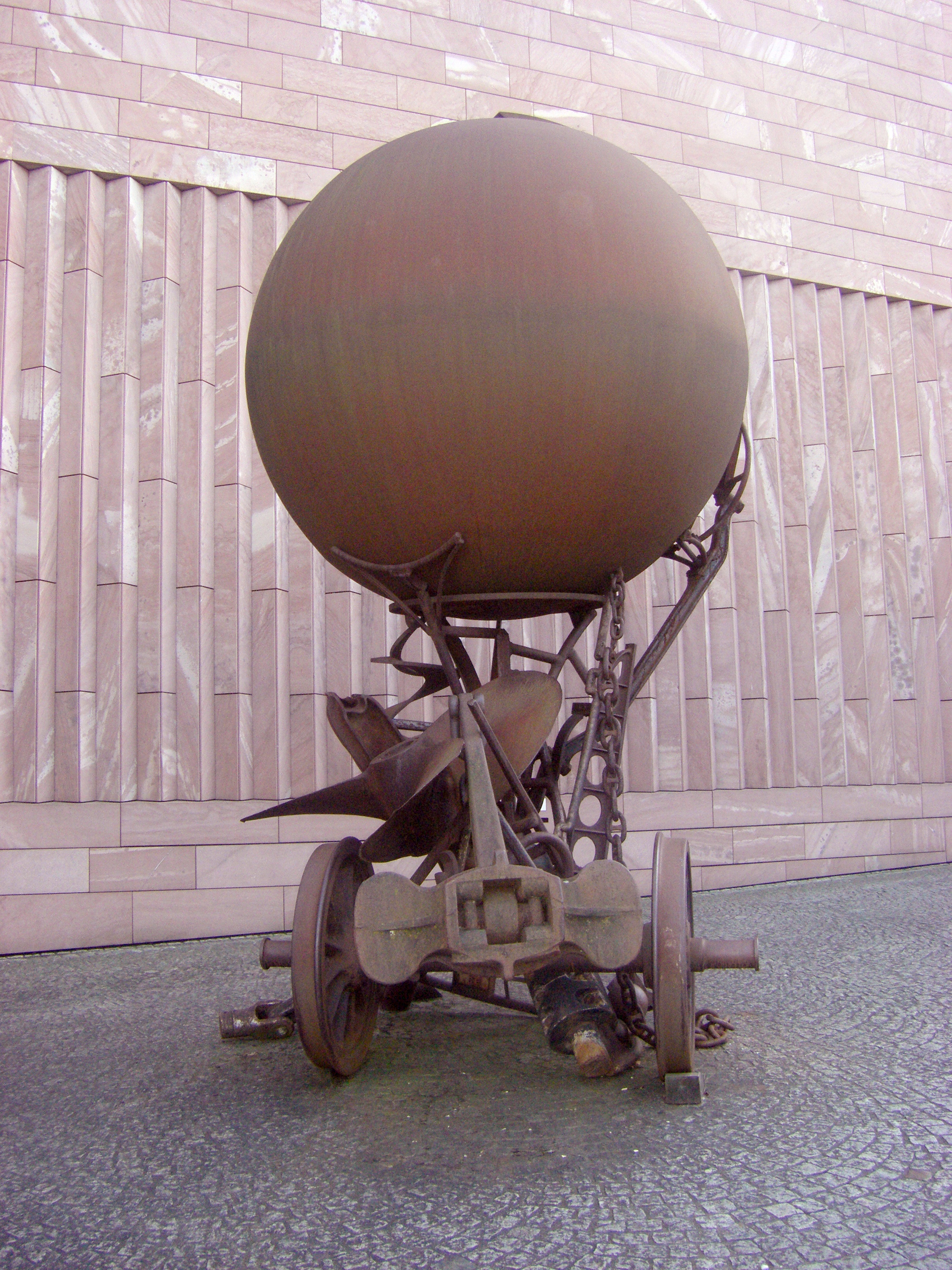
Dickfigur Beteigeuze (1996) in Bazel
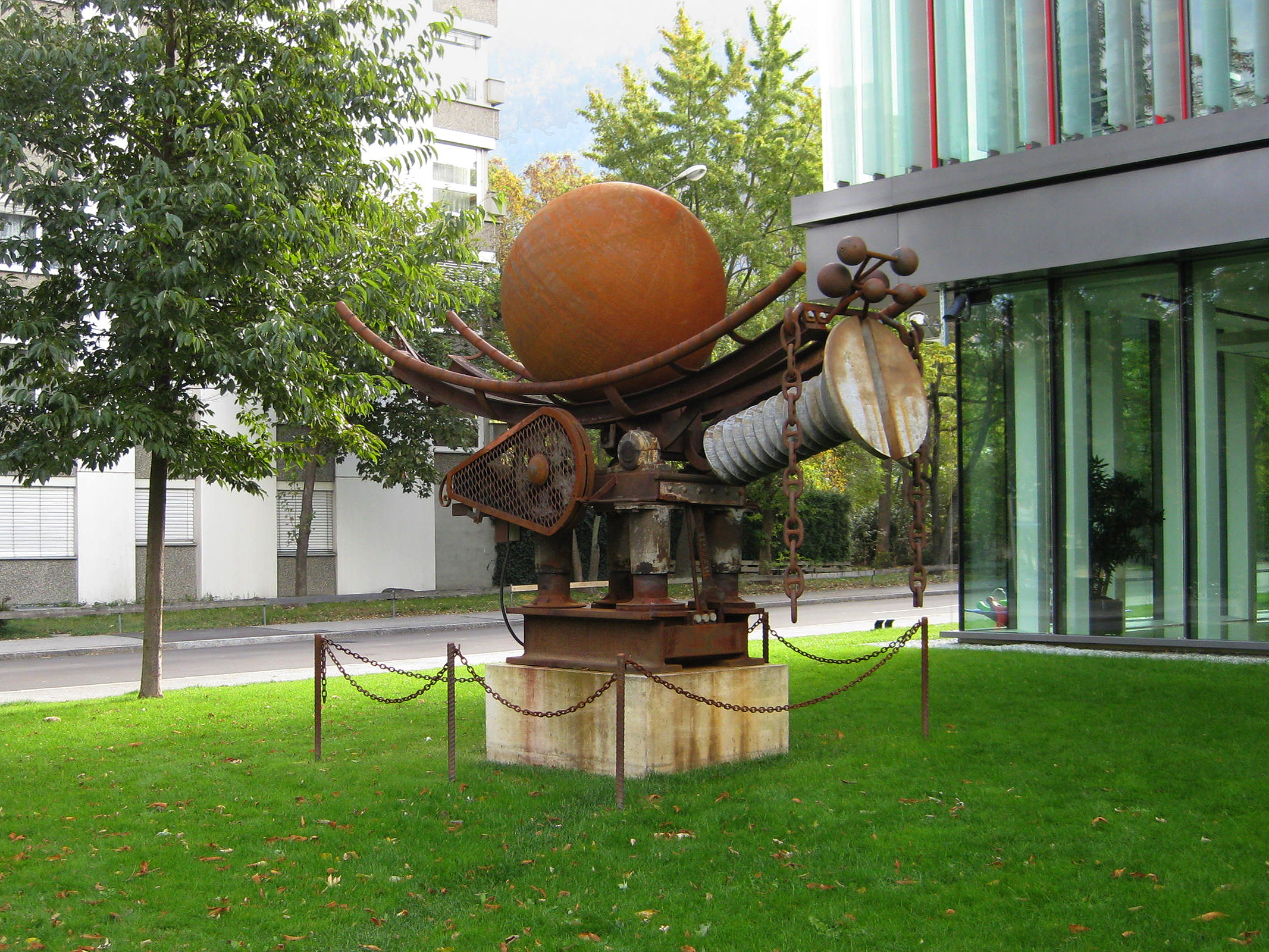
Doolittle, Beeldenpark Kulturforum Würth Chur
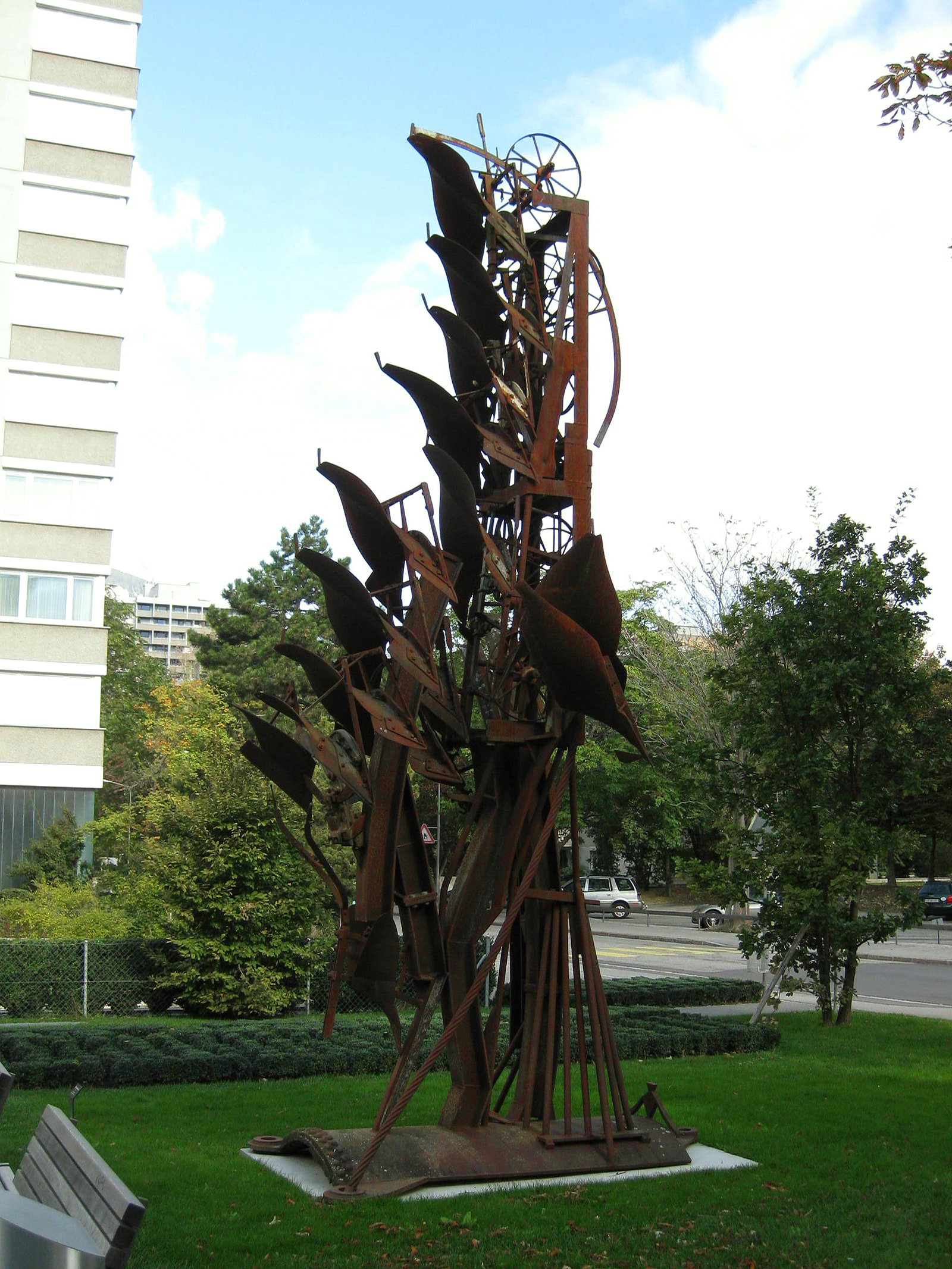
Bauerndenkmal, beeldenpark Kulturforum Würth Chur